# The Observer
Pour les articles homonymes, voir Observer.
The Observer est un journal hebdomadaire britannique publié tous les dimanches, et adoptant sur la plupart des sujets une ligne éditoriale réformiste et social-démocrate. Sa publication sœur est le quotidien The Guardian.

## Histoire
Le premier numéro, publié le 4 décembre 1791, marque la naissance du premier journal dominical dans le monde. The Observer est le « plus ancien journal du dimanche » au monde, d'après le Guinness World Records. En 1979, il était édité jusqu'à 1,3 million d'exemplaires par semaine, pour seulement 420 000 copies en 2008.
En 1911, le vicomte William Waldorf Astor (1848-1919) acheta The Observer à la famille Harmsworth. Le journal resta Tory, comme il l'avait toujours été alors, jusqu'en 1942, lorsque prirent fin les trente-quatre années de James Louis Garvin à la tête de la rédaction. Par la suite, le journal se déclara non-partisan, ce qui était encore relativement inhabituel pour l'époque.
La propriété de la publication passa au fils du vicomte, Waldorf Astor, qui le légua à son tour à ses fils en 1948. L'un d'entre eux, David Astor (1912-2001), en deviendrait le rédacteur en chef pendant 27 ans. Sous sa direction, The Observer fut le premier journal britannique à s'opposer au gouvernement lors de la crise du canal de Suez en 1956, ce qui lui coûta de nombreux lecteurs. En 1977, la famille Astor revendit un journal fortement affaibli au géant américain du pétrole ARCO, qui le revendit lui-même au groupe Lonhro en 1981. Depuis juin 1993, The Observer fait partie du Guardian Media Group.
Le 17 septembre 2024, Guardian Media Group annonce être en négociation pour vendre The Observer au site d’actualité Tortoise Media. Le 18 décembre 2024, la vente est finalisée.